# مارکوس روت
مارکوس روت (نروژی: Markus Rooth؛ زادهٔ ۲۲ دسامبر ۲۰۰۱) ورزشکار دهگانه اهل نروژ است.